# Èax
Èax (en grec antic Οίαξ), va ser, segons la mitologia grega, un dels tres fills de Naupli i de Clímene, la filla de Catreu. Els seus germans eren Palamedes i Nausimedont.
Va acompanyar Palamedes a la guerra de Troia, i després de la mort per lapidació d'aquest heroi a causa de les intrigues d'Odisseu, Èax va trobar la manera de transmetre aquesta notícia a Naupli. Va escriure el relat de la seva mort en un rem que va deixar al mar. Èax sabia que Naupli l'acabaria trobant en algun dels seus viatges, ja que es passava la vida a la seva nau.
També es deia que Èax, per poder venjar la mort de Palamedes, havia aconsellat Clitemnestra que assassinés Agamèmnon. Èax va morir a les mans d'Orestes (o de Pílades, que hauria mort els fills de Naupli, segons les tradicions).
Una tragèdia perduda d'Eurípides, Palamedes, hauria parlat també de les aventures d'Èax.